# Andreaea robusta
Andreaea robusta är en bladmossart som beskrevs av Brotherus 1912. Andreaea robusta ingår i släktet sotmossor, och familjen Andreaeaceae. Inga underarter finns listade i Catalogue of Life.